# La Tirana (Goya, 1792)
La Tirana es un óleo de Francisco de Goya, pintado entre 1790 y 1792 según los expertos Gudiol y Pita. Anteriormente se había creído de 1799 con base en una inscripción a lápiz apócrifa. Representa a la actriz teatral María del Rosario Fernández, elogiada por la intelectualidad ilustrada de la época, como el dramaturgo Leandro Fernández Moratín, que escribió sobre ella sentidos versos y sutiles críticas. Es el segundo cuadro de Goya que entró en la Academia de San Fernando, en 1816, regalado por Teresa Ramos, sobrina de la actriz.
Se trata del primero de los dos retratos de la actriz encargados a Goya; el segundo, pintado en 1794, pertenece a Carlos March. No ha quedado noticia de que el pintor hiciera otros de la Tirana, llamada así por ser esposa del actor Francisco Castellanos, apodado el Tirano. En aquella segunda representación se ha exagerado el carácter testimonial, casi de galería de grandes personalidades, como homenaje a la actriz que admiraron Moratín y otros autores del momento.
Rosario luce aquí un "vestido blanco con franja de oro, zapatos ceñidos, con tacón alto, de raso blanco, como las medias, y cruza el cuerpo del vestido, que es de escote redondo y manga corta, un chal de color de rosa fuerte, con flecos de oro".